# OHK Live
『OHK Live News』（オーエイチケー ライブニュース）は岡山放送での夕方に放送されている岡山県・香川県向けのローカルワイドニュース番組である（フジテレビ発の全国ニュース『Live News イット!』を内包）。
放送開始から1年6か月、エリアニュース枠・ネットワークニュース枠・生活情報枠を統合したインサート枠として放送されていた『OHK Live』（オーエイチケー ライブ）についても記す。

## 概要
フジテレビが夕方の新たなニュース番組『Live News it!』を開始するのに合わせ、これまで放送されていた『OHKプライムニュース』の後継番組として、2019年4月1日に放送を開始。 
『プライムニュース イブニング』時代は16:50から始まっていたが、当番組からはこの前座として放送されていた『ミルンへカモン! なんしょん?』を繰り下げ・短縮した上で内包し、『OHK Live News 614』 (オーエイチケー ライブニュースロクイチヨン）としてリニューアルし、エリアニュース枠・ネットワークニュース枠・生活情報枠を統合したインサート方式となる。岡山放送におけるこの方式の採用は『OHKスーパータイムWEEKLY』終了以来22年ぶりとなる。 
なお、EPG上は 16:15 - 16:50 / 16:50 - 17:48 /　17:48-19:00と分割され『なんしょん?』は単独番組扱いとなっている。また、緊急ニュースなどで『なんしょん?』が休止の場合は 15:45-16:50 / 16:50 - 17:48 / 17:48-19:00となり、『Live News イット!』の16時台が臨時フルネットとなる。
2021年の春改編から、なんしょん?が、16:15-16:50の放送になり、『Live News イット!・第2部』のネットを開始したため、インサート方式での放送は終わった。 

週末版は『FNN Live News イット!』として放送されている。

## 放送時間
なんしょん?放送時間帯は、含まない。
| 期間 | 期間 | 放送時間（JST） | 放送時間（JST） | 備考 | |
| 期間 | 期間 | 17時台 | 18時台 | 備考 | |
| OHK Live 2019年4月1日 - 2020年3月27日のエリアニュース枠は『 OHK Live News 614 』 同年3月30日から『 OHK Live News 』に改題 | OHK Live 2019年4月1日 - 2020年3月27日のエリアニュース枠は『 OHK Live News 614 』 同年3月30日から『 OHK Live News 』に改題 | OHK Live 2019年4月1日 - 2020年3月27日のエリアニュース枠は『 OHK Live News 614 』 同年3月30日から『 OHK Live News 』に改題 | OHK Live 2019年4月1日 - 2020年3月27日のエリアニュース枠は『 OHK Live News 614 』 同年3月30日から『 OHK Live News 』に改題 | OHK Live 2019年4月1日 - 2020年3月27日のエリアニュース枠は『 OHK Live News 614 』 同年3月30日から『 OHK Live News 』に改題 | OHK Live 2019年4月1日 - 2020年3月27日のエリアニュース枠は『 OHK Live News 614 』 同年3月30日から『 OHK Live News 』に改題 |
| --- | --- | --- | --- | --- | --- |
| 2019年4月1日 | 2019年8月2日 | 16:49 - 17:18（29分） | 17:53 - 19:00（68分） | フジテレビ制作の『Live News it!・第1部(当時)』(16:50 - 17:12.30）と『第2部(当時)』（17:53 - 18:14、18:50.30 - 19:00）を内包。 エリアニュース枠は 18:14 - 18:50.30 に放送。 | |
| 2019年8月5日 | 2020年9月18日 | 16:49 - 17:13（24分） | 17:53 - 19:00（68分） | フジテレビ制作の『Live News it!・第1部(当時)』(16:50 - 17:12.30）と『第2部(当時)』（17:53 - 18:14、18:50.30 - 19:00）を内包。 エリアニュース枠は 18:14 - 18:50.30 に放送。 | |
| 2020年9月21日 | 2020年9月25日 | 単独番組扱いなので 放送なし                                                                                               | 17:53 - 19:00（68分） | EPG上での『OHK Live』17時台の放送は終了。 『Live News it!・第2部(当時)』（17:53 - 18:14、18:50.30 - 19:00）は引き続き内包。 エリアニュース枠は 18:14 - 18:50.30 に放送 | |
| OHK Live News 『Live News イット!・第3部』の一部を内包                                                                    | | | | | |
| 2020年9月28日 | 2020年10月2日 | 16:45 - 16:50（5分） | 17:48 - 19:00（72分) | EPG上の表記が『OHK Live』→『OHK Live News』へ変更。 『Live News イット!・第2部』を単独番組扱いで臨時フルネット。 『Live News イット!・第3部』のFNN枠』が5分繰り上げに伴い、エリアニュース枠も18:14 → 18:09に5分繰り上げ。 エリアニュース枠は、18:09 - 18:45.30になり『第3部』の一部（17:48 - 18:09、18:45.30 - 19:00）を内包。 | |
| 2020年10月5日 | 2021年3月19日 | なんしょん?に内包されているため 放送なし                                                                                  | 17:48 - 19:00（72分) | エリアニュース枠は、18:09 - 18:45.30で『Live News イット!・第3部』（17:48 - 18:09、18:45.30 - 19:00）を内包。 | |
| 2021年3月22日 | 2021年3月26日 | 16:45 - 16:50（5分） | 17:48 - 19:00（72分) | エリアニュース枠は、18:09 - 18:45.30で『Live News イット!・第3部』（17:48 - 18:09、18:45.30 - 19:00）を内包。 | |
| 2021年3月29日 | 現在 | 単独番組扱いなので 放送なし                                                                                               | 17:48 - 19:00（72分) | エリアニュース枠は 18:09 - 18:48.30で『Live News イット!・第3部』（17:48 - 18:09、18:48.30 - 19:00）のFNN枠及び｢取材center24｣を内包。 | |

### 平日版（2021年3月29日 - 現在）
- 第1部
  - 16:15 - 16:50… 「なんしょん?」（第1部のメイン番組、前者はフジテレビの「Live News イット!・第1部」、後者は下記フジテレビの番組のローカル枠にあたる時間帯の自社差し替え）

第2部
  - 16:50 - 17:48…『Live News イット!・第2部』

EPG上ではここから『OHK Live News』
- 第3部
  - 17:48 - 18:09[注 5]『Live News イット!・第3部』（FNN枠）
  - 18:09.30 - 18:48.30[注 5]…「OHK Live News」（上記フジテレビの番組のローカル枠の一部の自社差し替え　第3部のメイン番組。但し公式サイトはフジテレビ発のエンディングを含めた19:00までとして掲載）
  - 18:48.30 - 19:00『Live News イット!・第3部』
    - 『Live News イット!・第3部』のコーナー「取材center24」｢アスヨク」「ソラよみ」→エンディング

### 週末版（2019年4月6日 - ）
- 全国ニュース（FNN枠）
  - 17:30 - 17:46.40

エリアニュース
  - 17:46.40 - 18:00

### 備考
- 2020年9月28日以降、『OHK Live News』のローカルパートが18:09スタートになったことにより、岡山・香川のテレビ局のローカルニュース番組の中では17時台に放送されるテレビせとうちの『ななスパ///』を除けば一番早く始まる番組になった[注 6]。その後、2022年10月に『イット!』の全国ネット枠が30秒拡大されローカルパートの開始が18:09.30に繰り下がったが、それでもNHK岡山放送局の『もぎたて!』、NHK高松放送局の『ゆう6かがわ』（共に18:10開始）より30秒早く始まるため、最早スタートであることには変わりない。
- 2021年9月23日、手話言語の国際デーに合わせ『OHK Live News』（18:09 - 19:00）[21]で当局及びFNN加盟局では初めての手話ニュースを放送した。また、2024年3月3日の「耳の日」に合わせ同年3月1日に手話ニュースを『FNN Live News days』(エリアニュース 11:45 - 11:50）とともに放送した。。同じ日には情報番組『なんしょん?』（15:50 - 16:50）でも手話通訳で放送した[22]。

## 出演者

### 『OHK Live News』キャスター
- 岸下恵介・森下花音（月）[23][24]
- 長尾龍希・森下花音（火 - 木）[25]

※2024年12月9日（月曜日）は『ファジアーノ岡山J1昇格スペシャル』と題し、月曜を担当している岸下恵介が監督・選手へのインタビュアーとしてシティライトスタジアムからの中継を担当をするため、臨時に木・金曜担当の森下が中塚と共にスタジオを担当した。
- 岸下恵介・佐藤理子（金）

### 『FNN Live News イット!』エリアニュース
以下のキャスターが隔週担当する
- 藤本紅美[26]
  - 2019年4月 - 9月まで『OHK Live News 614』を担当[10][11]
- 今川菜緒[27]
- 篠田吉央 - 岸下恵介が休みの場合はピンチヒッターで担当している
  - 2019年4月　- 2020年3月27日まで『OHK Live News 614』を担当[10]
- 中塚美緒[28] - 『OHK Live News』の天気コーナーと兼務

番組開始 - 2019年9月までは、篠田吉央・藤本紅美と、岸下恵介・森夏美とでペアリングを組み、1週ごとに交代でMCを担当していた。特に藤本と森は、この番組を担当しない週は『なんしょん?』の木・金曜日のMCに回っていた。
2019年10月以後はMCを篠田吉央・森夏美に固定し、上記のようなパターンとなった。
2020年4月以降は半年振りに岸下・森の担当になった。
天気予報コーナーは木曜日以外は北村麗が担当で2021年10月から水曜日の担当に中塚美緒が新加入した。
2022年3月に北村麗が退職に伴い中塚菜緒が担当になった。現在は木曜日以外に担当している。
スポーツコーナーで月曜日と金曜日担当だった渡邊大祐が退職になった。スポーツコーナーの岸下が兼務している。
経済番組『ビズワン!』が終了に伴い月1の金曜にLiveトークコーナーを新設した。

### 過去の出演者
改題前の『OHK Live News 614』キャスター含む
| 期間      | 期間      | 男性              | 女性              |
| --------- | --------- | ----------------- | ----------------- |
| 2019.4.1  | 2019.9.27 | 篠田吉央 岸下恵介 | 藤本紅美 森夏美   |
| 2019.9.30 | 2020.3.27 | 篠田吉央          | 森夏美            |
| 2020.3.30 | 2023.6.30 | 岸下恵介          | 森夏美            |
| 2023.7.3  | 2024.9.2  | 岸下恵介          | 中塚美緒          |
| 2024.10.1 | 2025.3.28 | 岸下恵介 長尾龍希 | 中塚美緒 森下花音 |
| 2025.3.31 |           | 岸下恵介 長尾龍希 | 森下花音 佐藤理子 |

- 渡邊大祐[19]（2020年4月 - 2022年3月）
- 北村麗[19]（2019年10月 - 2022年3月）
- 中塚美緒[19]（2023年7月 - 2025年3月）[29][30]